# Liber generationis plebeanorum
Liber generationis plebeanorum (Księga rodów plebejskich, zw. też Liber Chamorum, dosłownie – Księga Chamów) – dzieło Waleriana Nekandy Trepki, pseudonim Sieciechowski (ok. 1585-1640), zachowane w rękopisie z 1626. Wydane drukiem po raz pierwszy w 1963.
Pod pozorami literatury heraldycznej, w postaci księgi kryje się ostra krytyka polskich rodów szlacheckich z ówczesnej epoki, mająca na celu ośmieszenie fałszywej szlachty (samozwańców) i wykazanie jej różnorakich występków. Wyliczono alfabetycznie 2534 nazwisk osób mających bezpodstawnie uchodzić za przynależne do stanu szlacheckiego, poczet ten otwiera  Abramowicz były furman z Biecza, zamyka Żyznański były szewc z Chęcin. Z uwagi na bieg historii dzieło Trepki okazało się jednak jednym z ważnych źródeł upamiętniających opisywane rody. Obrazuje stosunki dworskie, mowę potoczną (w tym wyzwiska i popularne wtedy kalambury), cechuje się żywą narracją i humorem. 
Księga liczy ponad 800 stron. Zawiera przede wszystkim elementy prozy, miniaturowej noweli, opowiadania i zalążki powieści. Autor opisuje zarówno głośne skandale, o których mówiło się w całym kraju, jak i drobne niesnaski domowe.
W Bibliotece Narodowej przechowywany jest rękopis dzieła z poprawkami i uzupełnieniami autora. Widnieje na nim data „1626”, jednak dzieło zawiera szczegóły aż do 1639. Rękopis od połowy XVIII w. należał do Biblioteki Załuskich. Po III rozbiorze został zagarnięty wraz z innymi zbiorami tejże biblioteki przez Rosję. Zwrócono go Polsce na mocy traktatu ryskiego z 1921. Pod koniec okupacji wywieziono go z Warszawy. Po II wojnie światowej powrócił do Biblioteki Narodowej. Od 2024 rękopis prezentowany jest na wystawie stałej w Pałacu Rzeczypospolitej.

## Tytuł
W rękopisie znajdującym się w Bibliotece Ossolińskich we Lwowie widnieje nadpis Liber Generationis albo Catalogus o tych, którzy de gente et progenie sławnego rodzaju Plebeanorum początek swoy y originem ducunt- tego rodzaju ile to w tey księdze jest od ich przezwiska per modum alphabeti Calepini pochodzenie kładło się, z ksiąg Miast różnych y Trybunalskich causarum officii, ex condictaminibus factis, y z wiadomości osób pewnych z pilney exquisitacyi zebranych; ich genealogią zkąd poszli, a do szlachectwa Polskiego wtrącić się sposoby różnemi tentowali i do herbów Nobilium udawać śmieli. Per Insignem Equitem Polonum de Domo Magnorum Comitum a Sieciechow, 1626. Tytuł ten pojawił się w rękopisie najprawdopodobniej dopiero w XIX wieku, jednak nie można stwierdzić czy nadpis znajdował się w oryginalnym rękopisie. Po proemium pojawia się kolejny tytuł Liber Generationis seu Synopsis Cathalogi Gentis Chami Plebeanorum secundum Alphabetum Calepini modo Conscriptus – stąd pochodzi tytuł Liber chamorum (notowany po raz pierwszy w 1679 r.)

## Metody zbierania informacji
W rękopisie Liber generationis plebeanorum zapisane są nazwiska ponad dwustu informatorów Trepki. Informatorami byli przedstawiciele wszystkich grup społecznych: szlachta (zarówno magnaci jak i szlachta niższa), stan mieszczański (głównie mieszkańcy Krakowa, Koszyczek, Proszowic, Miechowa i Żarnowca) oraz chłopi służący w domach szlachty. Autor zbierał również materiały na własną rękę, podróżując, bywając na zjazdach szlacheckich, jarmarkach, uroczystościach, ale również składając wizyty w karczmach i u krawców. Zapisane przez niego historie zawierają ogromną masę szczegółów, stąd wniosek, iż robił notatki podczas słuchania opowieści. Oprócz tego sięgał do ksiąg sądowych grodzkich, ziemskich i trybunalskich, odwiedzał archiwa miejskie, a także sięgał do źródeł historiograficznych, zwłaszcza do Herbów rycerstwa polskiego Bartosza Paprockiego (niewystąpienie nazwiska w herbarzu było dla autora wystarczającym dowodem na nieszlacheckie pochodzenie).

## Geografia
Według danych zebranych przez Trepkę, najwięcej „fałszywych” szlachciców pochodziło z województwa krakowskiego (1370 osób), województwa sandomierskiego (330) oraz Mazowsza (111). Kolejne miejsca zajęły województwo sieradzkie (86), Wielkopolska (84), województwo lubelskie (68), ziemia przemyska (62), Ukraina (59), Litwa (45), województwo ruskie (29), Prusy Królewskie i Warmia (27), Śląsk (25), ziemia belska (9) oraz Podlasie (8).

### Województwo krakowskie
Wysoka pozycja województwa krakowskiego wynika głównie z faktu, iż Trepka mieszkał w Krakowie, jednak znaczna przewaga nad innymi terenami pozwala stwierdzić, że Kraków był głównym ośrodkiem, gdzie nielegalnie dokonywano przejścia do stanu szlacheckiego.

### Mazowsze
Autor dość często odwiedzał Mazowsze; orientował się w tych terenach oraz korzystał ze źródeł epigraficznych. Oprócz tego wielu biednych mazowieckich szlachciców migrowało do innych regionów Rzeczypospolitej szukając dogodniejszych warunków życiowych i awansu społecznego, w wyniku czego przedstawiciele innych warstw społecznych chcąc uchodzić za szlachtę, podawali się za Mazowszan, ponieważ nikt nie był zdziwiony jeszcze jednym szlachcicem z tamtych terenów.

### Województwo sieradzkie
Trepka miał wielu krewnych w województwie sieradzkim, od których czerpał informacje. Autor często tam przebywał i znał topografię tych ziem. Poza tym województwo sieradzkie łączył silny związek gospodarczy z Krakowem.

### Województwo lubelskie
Walerian czerpał informacje z aktów Trybunału, który znajdował się w Lublinie.

### Śląsk
Ślązacy nie aspirowali do stanu szlacheckiego; wyjątkiem byli ci, którzy wiązali swoje losy z Rzecząpospolitą (w latach 1526–1740 Śląsk znajdował się pod panowaniem dynastii Habsburgów).

### Pozostałe tereny
Co do reszty obszarów, autor czerpał informacje głównie z plotek.